# 塞伊內起義
塞伊內起義（波蘭語：Powstanie sejneńskie）是1919年8月23日起，在塞伊內鎮周邊民族混居地區，由波蘭人發動的反立陶宛政府起義。1919年5月，第一次世界大戰結束後，占領塞伊內地區的德軍撤離，並移交給立陶宛。為了防止波蘭與立陶宛發生衝突，協約國劃定福煦線，將有主權爭議的蘇瓦烏基地區大部分劃歸波蘭，並要求立陶宛自該地區撤軍。:132立陶宛雖自蘇瓦烏基大部分地區撤離，卻拒絕撤離塞伊內，因為該鎮有大量立陶宛人口。:158波蘭非正規軍事組織遂於1919年8月23日發動起義，迅速獲得波蘭陸軍支援。經過幾次小規模武裝衝突後，波蘭軍隊占領塞伊內，立陶宛軍隊則撤回福煦線內。:275-277
塞伊內起義並未解決蘇瓦烏基地區民族混居導致的族群衝突，波蘭與立陶宛雙方都抱怨彼此的鎮壓手段。1920年，兩族群衝突加劇，在波蘭－立陶宛戰爭期間爆發數次小型衝突；塞伊內則在兩國間多次易手，直到1920年10月兩國簽訂《蘇瓦烏基協議》，塞伊內的主權才正式劃歸波蘭。1919年的塞伊內起義也破壞波蘭國家元首約瑟夫·畢蘇斯基的計畫，他原本計畫在立陶宛發動政變，以親波蘭政權取代既有政權，並促成波蘭、立陶宛組成聯邦國家（海間聯邦）。塞伊內起義爆發，促使立陶宛情報部門加強調查境內波蘭勢力的活動跡象，進而破獲政變陰謀、阻止政變、逮捕親波蘭人士。塞伊內起義與上述後續事件都讓立陶宛－波蘭關係更加緊繃。

## 背景
19世紀，塞伊內劃歸俄羅斯帝國治下的波蘭會議王國
；德意志帝國於一戰期間佔領該地區，並計畫將其併入東普魯士。德國戰敗後，協約國同意將塞伊內地區劃歸新獨立的波蘭或立陶宛，並於1919年1月的巴黎和會上討論塞伊內地區未來歸屬。德國方面，東部領地政府已開始撤離；該國最初支持將塞伊內地區移交波蘭，但因波蘭逐漸向法國靠攏，改為支持移交立陶宛。因此，1919年7月，德國自該地區緩慢撤退時，也將塞伊內地區管理權交給立陶宛地方政府。:271立陶宛官員及部隊於1919年5月首次抵達塞伊內地區，在戰爭開打前組織塞伊內縣的地方軍事單位。:271
根據俄羅斯帝國1889年的統計數據，蘇瓦烏基省人口以立陶宛人居多（57.8%），波蘭人（19.1%）及白俄羅斯人（3.5%）次之。人們普遍認為，立陶宛人在蘇瓦烏基省北部地區有人口優勢，波蘭人則主要聚居於該省南部。但雙方歷史學家對「兩族群人口占優勢地區的界線」仍意見分歧。立陶宛方聲稱塞伊內鎮及其周邊地區以立陶宛人為主，波蘭方的主張則相反。:51而1916年德國人口普查則顯示，塞伊內有51%的人口為立陶宛人。:133

## 邊界

1919年至1939年間，波蘭與立陶宛的部分邊界。淺綠色線條為1919年6月18日第一次劃定的邊界，深綠色線條為同年7月27日第二次劃定的邊界，即福煦線。

一戰結束後，大使會議於1919年6月8日在波蘭和立陶宛之間第一次劃定邊界，但無人滿意，波蘭軍隊仍持續深入立陶宛控制的領土。:254兩國交戰時正逢6月28日各國簽署《凡爾賽和約》，終止德國軍事威脅。法國元帥費迪南·福煦試圖阻止波蘭與立陶宛間的衝突，而在同年7月18日提出新的邊界，也就是福煦線。:132
波蘭第二共和國由塔德烏什·約爾丹-羅茲瓦多夫斯基將軍率領的波蘭戰爭代表團參與協商、劃定福煦線，立陶宛則未受邀。和6月18日的邊界相比，福煦線有兩大差異：第一，整個邊界向西偏移，保護有重要戰略價值的聖彼得堡－華沙鐵路；第二，蘇瓦烏基地區，包括塞伊內、蘇瓦烏基鎮、普恩斯克等城鎮都劃歸波蘭。:254, 257協商代表當時雖承諾，福煦線僅是波蘭與立陶宛展開全面談判前，為了讓局勢正常化而為的臨時措施；但福煦線南段仍成為今日的立陶宛－波蘭邊界。:135
1919年7月26日，大使會議正式承認福煦線為立陶宛和波蘭間的臨時邊界，立陶宛至同年8月3日才被告知此事。:134兩國對此都不滿意：立陶宛與波蘭軍隊需分別自蘇瓦烏基地區和维尔纽斯地区撤軍。:51仍駐守於當地的德軍也反對福煦線。立陶宛軍（約350人）:272於同年8月7日撤離蘇瓦烏基鎮，但未自塞伊內鎮撤軍，並以黑漢恰河－維格雷湖建立新邊界，實質上背棄「福煦線」。立陶宛軍方認為，福煦線並非最終決定，他們有義務保衛該地區的立陶宛前哨基地。

## 策畫起義
1919年8月12日，德軍撤離塞伊內2天後，波蘭鎮民召開波蘭人會議，吸引周邊波蘭社區100多名代表參與。該次會議決議：「只有波蘭軍隊出動保護當地，才能解決問題。」波蘭軍事組織塞伊內分部在波蘭陸軍軍官亞當·魯德尼基（波蘭語：Adam Rudnicki）中尉及瓦茨瓦夫·薩瓦茨基（波蘭語：Wacław Zawadzki）領導下，於同年8月16日開始策畫起義。波蘭軍事組織與塞伊內當地志願軍共約900人至1,200人（因資料來源不同而有所差異）。起義定於同年8月22日至23日夜間發動，選擇這個日期，是因為德軍將於該日撤離蘇瓦烏基鎮。波蘭人不只希望占領福煦線內的波蘭領土，還希望更進一步，占領塞里亞、拉茲迪亞伊、卡普恰米斯蒂斯，甚至錫姆納斯等立陶宛城鎮。:274
波蘭歷史學家塔德烏什·曼祖克（波蘭語：Tadeusz Mańczuk）指出，波蘭國家元首約瑟夫·畢蘇斯基當時正計畫在立陶宛臨時首都考那斯發動政變，而勸阻塞伊內的波蘭軍事組織激進人士不要發動起義。畢蘇斯基的理由是：任何敵對行為都會讓立陶宛人更加反對兩國組成聯邦國家（海間聯邦）。然而，當地人士卻無視他的建議，逕自發動起義；最終，起義雖有成功，卻也破壞畢蘇斯基策畫的立陶宛全國性政變。
1919年8月17日，立陶宛民眾舉辦反波蘭示威活動，參與者大聲朗讀剛發布的立陶宛志願軍招募公告：「國民們！我們的國家正處於危險之中！拿起武器！趕走所有竊占立陶宛國土者！」:678月20日，立陶宛總理米科拉斯·斯萊熱維丘斯到訪塞伊內，呼籲立陶宛人：「舉起斧頭、乾草叉和鐮刀，盡己所能保衛自己的家園」。:67斯萊熱維丘斯指出，立陶宛塞伊內指揮部僅有260名步兵及70名騎兵，散開防禦國界；而塞伊內鎮本身僅有10名立陶宛衛兵及20名文職人員駐守。:273波蘭歷史學家曼祖克及布霍夫斯基指出，起義者預估立陶宛有1,200名步兵及120名騎兵（曼祖克補充），包括塞伊內鎮的400名守軍。

## 小規模軍事衝突
根據立陶宛歷史學家維陶塔斯·列舍斯的說法，8月22日由300名波蘭軍事組織成員發動的襲擊遭立陶宛擊退；:274但隔天（8月23日）立陶宛軍就被迫向拉茲迪亞伊方向撤退。塞伊內鎮指揮官巴爾道斯卡斯向波蘭倒戈，轉身囚禁100多名立陶宛人。:274–275波蘭起義者也同步襲擊福煦線立陶宛側的拉茲迪亞伊及卡普恰米斯蒂斯。
8月25日清晨，立陶宛軍反攻，奪回塞伊內。波蘭方面聲稱當地立陶宛人獲得德國志願軍協助；但立陶宛方面則斷言，這是波蘭起義領袖亞當·魯德尼基中尉掩飾失敗的藉口。立陶宛軍奪回一些重要文件和財產，並釋放立陶宛籍囚犯。:275波蘭歷史學家曼祖克指控，立陶宛軍也處決數名被其尋獲的波蘭軍事組織傷兵。
8月25日傍晚，波蘭陸軍第41步兵團接到指令，要求該部隊向塞伊內挺進，是第一支接獲相關指令的波蘭陸軍部隊。立陶宛軍得知波蘭援軍即將抵達時，便從塞伊內撤軍。:275波蘭歷史學家曼祖克指出，立陶宛之所以撤軍，是因為他們收到有「大股波蘭騎兵部隊」在其後方出沒的假情報；事實上，當時該處僅有小股波蘭志願軍出沒。8月26日下午，波蘭陸軍第41步兵團抵達塞伊內，與波蘭軍事組織志願軍會師。
8月26日，拉茲迪亞伊爆發大規模反波蘭示威抗議活動，群眾呼喊「向塞伊內進軍」。:2758月28日，立陶宛軍（約650人）最後一次嘗試奪回塞伊內，被波蘭陸軍（800人）及波蘭軍事組織志願軍（500人）聯手擊退。:275–2768月27日，波蘭正式要求立陶宛軍撤回福煦線後方。9月1日，魯德尼基中尉宣布，波蘭軍事組織志願軍正式編入波蘭陸軍第41步兵團。波蘭與立陶宛在9月5日展開談判，兩國代表同意劃定更清楚的國界線，立陶宛也同意於9月7日前撤軍。:277波蘭陸軍並未跨越福煦線，也拒絕支援在福煦線立陶宛側活動的波蘭軍事組織份子。
波蘭方面的文獻顯示，塞伊內起義中，波蘭方有37人陣亡，70人受傷。

## 後果

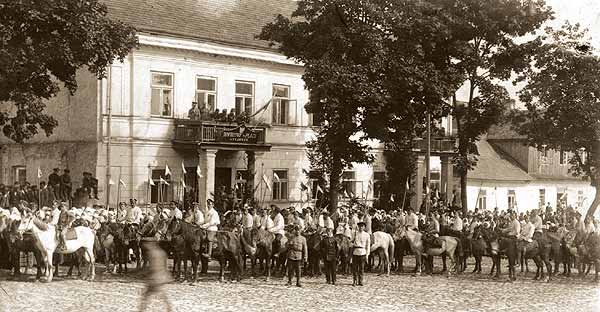
波蘭騎兵在塞伊內遊行。

塞伊內起義結束後，波蘭開始鎮壓當地立陶宛人的文化生活：關閉塞伊內及附近村莊的立陶宛學校、驅逐立陶宛神職人員，塞伊內神父學院也被迫遷離。立陶宛方也指出，波蘭鎮壓的影響相當深遠，包括禁止當地人民公開使用立陶宛語、關閉立陶宛人組織，這些組織共有1,300名成員。:2781920年，兩國再度爆發衝突；《紐約時報》報導時，也回顧了1919年的塞伊內事件，並將之描述為波蘭人的暴力占領，立陶宛居民、教師、神職人員遭受虐待與驅逐。而波蘭歷史學家彼得·洛索夫斯基則認為，雙方都曾虐待平民，並誇大報告以爭取國內外支持。:66
塞伊內起義導致立陶宛－波蘭關係惡化，阻礙立陶宛加入波蘭提議的「海間聯邦」:68，也讓波蘭企圖推翻立陶宛政府的政變計畫落空。立陶宛自1919年8月27日起至9月底大規模逮捕波蘭人，並在調查過程中發現波蘭軍事組織支持者名單，促使立陶宛執法機關全面鎮壓該組織活動。:270
1920年夏季，兩國在蘇瓦烏基地區再度爆發衝突。波蘭軍隊在波蘇戰爭中被迫撤退時，立陶宛隨即展開行動，保護該國在1920年7月與蘇聯簽訂的《蘇俄-立陶宛和平條約》中宣稱的國界線，波蘭則不承認該條約。兩國關係因此日趨緊繃，最終爆發波蘭－立陶宛戰爭。塞伊內在兩國間多次易手，直到1920年9月22日才被波蘭軍隊完全控制。1920年10月7日，波蘭與立陶宛簽訂《蘇瓦烏基協議》，認可波蘭占領塞伊內，正式將其劃入波蘭領土。:166–175